# Hugues de Bourgogne (évêque)
Pour les articles homonymes, voir Hugues de Bourgogne.
Hugues de Bourgogne est un évêque de Lausanne du début du XIe siècle.

## Biographie
Hugues est le fils naturel du dernier roi des Deux Bourgognes (Bourgogne transjurane et Bourgogne cisjurane), Rodolphe III.
Il monte sur le trône épiscopal de Lausanne, en août 1018, à la suite de l'assassinat d'Henri de Bourgogne (de).
Il fait partie de la suite de l'empereur Henri II, en 1019.
Il poursuit la construction de la cathédrale de Lausanne, engagée sous l'épiscopat de son prédécesseur, Henri.
Il pourrait être à l'origine d'un synode provincial, organisé à Montriond sous Lausanne, en 1036 (1037 ?), afin de proclamer la trêve de Dieu,. Cette assemblée, mentionnée dans la chronique de 1235 de Conon d'Estavayer, a été admise par la tradition, tandis que Ernst Steindorff (1874) la plaçait sous l'épiscopat d'Henri de Bourgogne, et les historiens modernes — Ludwig Huberti (1892), Gabriel Le Bras (1946) ou Bernard Bligny (1960) — l'ont remise en cause. Dans une étude parue en 1968, Olivier Dessemontet, directeur des Archives cantonales, conclue que la question ne peut être tranchée, mais que la tradition est valable.
Hugues fait plusieurs donations à l'Église de Lausanne,.
Hugues meurt le 31 août 1037, « la veille des calendes de septembre, un mercredi ». Son corps est inhumé dans la cathédrale, aux côtés de son père.